# سئونید مک‌اینتاش
سئونید مک‌اینتاش (زاده ۱۵ مارس ۱۹۹۶) یک ورزشکار تیراندازی بریتانیایی است که در مسابقات قهرمانی جهان ۲۰۱۸ در ماده تفنگ درازکش ۵۰ متر قهرمان جهان شد. در سال ۲۰۱۹ او موفق‌ترین تیرانداز زن بریتانیایی در تمام دوران‌ها شد و پنج مدال جام جهانی (از جمله اولین طلای جام جهانی که توسط یک زن بریتانیایی به دست آمد) به دست آورد. او همچنین اولین زن بریتانیایی شد که رتبه اول جهان را برای مسابقه تفنگ سه وضعیت ۵۰ متر کسب کرد و قهرمان اروپا در ماده تفنگ درازکش ۳۰۰ متر با امتیاز برابر رکورد جهانی شد.

## خانواده
مک‌اینتاش دختر شرلی مک‌اینتاش برنده چهار مدال بازی‌های مشترک المنافع و ورزشکار تیراندازی دونالد مک‌اینتاش است. او خواهر کوچک‌تر جنیفر مک‌اینتاش، المپیکی بریتانیایی است. در سال ۲۰۱۷ او در مسابقات تیراندازی قهرمانی اروپا ۲۰۱۷ در باکو در رشته تفنگ سه وضعیت ۵۰ متر زنان قهرمان شد و قهرمان اروپا شد. خواهر جنیفر همچنین در اوایل هفته برنده تفنگ درازکش ۵۰ متر زنان شده بود و در آن مسابقه قهرمان اروپا شد.

## تحصیلات
مک اینتاش در آکادمی دلار شرکت کرد.
او مدرک کارشناسی ارشد خود را در رشته مهندسی مکانیک در دانشگاه هریوت وات به پایان رساند، قبل از اینکه در سال ۲۰۲۱ مدرک کارشناسی ارشد خود را در رشته روان‌شناسی عملکرد در دانشگاه ادینبرو به پایان رساند.

## حرفه تیراندازی
سئونید در مدرسه (دلار آکادمی) و سطح باشگاه شلیک کرد و تا زمانی که خواهر جنیفر موفق شد در بازی‌های مشترک المنافع ۲۰۱۰ و حضور در بازی‌های المپیک تابستانی ۲۰۱۲ جاه‌طلبی‌های بین‌المللی نداشت. در حالی که دانش آموز آکادمی دلار بود، او عضو تیم برنده مدرسه در مسابقات اشبورتون شیلد در سال ۲۰۱۳ NRA بود، و همچنین در آن سال به صورت انفرادی برنده مدرسه صد شد.
پس از شروع تمرینات جدی در نوامبر ۲۰۱۲، او در مسابقات تیراندازی قهرمانی جهان - اولین بین‌المللی مهم او - در تفنگ درازکش ۵۰ مترنوجوانان یازدهم شد. در مسابقات قهرمانی اروپا ۲۰۱۵ در آرنهم، او مدال نقره را در تفنگ بادی ۱۰ متر نوجوانان کسب کرد، و او را به اولین نوجوان بریتانیایی در ۳۵ سال گذشته تبدیل کرد که در مسابقات قهرمانی اروپا مدال گرفت و رکورد جدیدی برای زیر ۲۱ سال بریتانیا به ثبت رساند.
در بازی‌های مشترک المنافع ۲۰۱۴، او در رشته تفنگ بادی ۱۰ متر شرکت کرد و در جایگاه نوزدهم قرار گرفت.
در نوامبر ۲۰۱۷، سئونید برای تیم اسکاتلند برای بازی‌های مشترک المنافع ۲۰۱۸ انتخاب شد در بازی‌ها در تفنگ بادی ۱۰ متر در جایگاه هفتم قرار گرفت و در فینال پنجم شد. در تفنگ درازکش ۵۰ متر او مدال برنز را به دست آورد و در تفنگ سه وضعیت ۵۰ متر به مقام ششم رسید و برای کسب مدال برنز در فینال تلاش کرد. از سال ۲۰۱۶، سئونید در برنامه عملکرد کلاس جهانی تیراندازی بریتانیا ثبت نام کرد، برای بازی‌های المپیک تابستانی ۲۰۲۰ توکیو کار می‌کرد.
در مسابقات تیراندازی قهرمانی جهان ۲۰۱۸، مک‌اینتاش در ماده تفنگ درازکش ۵۰ متر زنان قهرمان جهان شد، او در تفنگ سه وضعیت ۵۰ متر زنان به مقام چهارم رسید و سهمیه‌ای را برای بازی‌های المپیک تابستانی ۲۰۲۰ توکیو به دست آورد.
در ماه مه ۲۰۱۹ مک‌اینتاش مدال نقره مسابقات جام جهانی ۲۰۱۹ مونیخ را در رشته تفنگ سه وضعیت ۵۰ متر زنان به دست آورد و به فینال جام جهانی راه یافت. او یک سهمیه المپیک به او اختصاص نداد، اما قبلاً یک سهمیه در مسابقات جهانی کسب کرده بود. این اولین مدال جام جهانی تفنگ بود که یک تیرانداز بریتانیای کبیر از زمانی که کنت پار مدال نقره برای تفنگ درازکش در جام جهانی ۲۰۱۶ به دست آورد و اولین مدال زنان پس از کسب یک نقره در تفنگ بادی ۱۰ متر در جام جهانی آتلانتا در سال ۱۹۹۹ توسط لوئیز مینت بود. .
در ماه آگوست در مسابقات جام جهانی ریودوژانیرو، مک‌اینتاش در تفنگ بادی ۱۰ متر زنان مدال نقره گرفت. او در تفنگ سه وضعیت زنان طلا را به دست آورد و اولین زن بریتانیایی بود که مدال طلای جام جهانی را کسب کرد. این نتیجه او را از چهارم به اول در رده‌بندی جهانی ISSF برای تفنگ سه وضعیت در رتبه‌بندی سپتامبر ۲۰۱۹ رساند و او را به اولین زن بریتانیایی تبدیل کرد که در رتبه اول جهان قرار گرفت.
در مسابقات قهرمانی اروپا در سپتامبر ۲۰۱۹، سئونید با هم تیمی کنت پار در ماده تفنگ سه وضعیت ۵۰ متر تیمی (جفتی) برنز گرفت. او در رشته تفنگ درازکش ۳۰۰ متر طلا گرفت و با امتیاز ۵۹۹ (ex۶۰۰) رکورد جهانی را به دست آورد.
مک اینتاش در حال تحصیل برای کارشناسی ارشد روان‌شناسی عملکرد در دانشگاه ادینبرو بود که تیم‌های بریتانیایی برای بازی‌های المپیک تابستانی ۲۰۲۰ در توکیو به تعویق افتادند. علاوه بر حضور مک‌اینتاش در این تیم، سایر تیراندازان زن بریتانیایی که عازم توکیو می‌شدند، کریستی هگارتی المپیکی (تراپ زنان) و پارالمپیک‌ها لورین لمبرت، ایسی بیلی و لسلی استوارت بودند.
در فوریه ۲۰۲۳، مک‌اینتاش در مسابقه تفنگ بادی ۱۰ متر در مرحله دوم جام جهانی ۲۰۲۳ در قاهره برنده شد. این او را به اولین ورزشکار بریتانیایی تبدیل کرد که در رشته تفنگ بادی مدال طلای جام جهانی را کسب کرد. امتیاز مرحله مقدماتی او ۶۳۴٫۰ بهترین رکورد شخصی و رکورد جدید بریتانیا بود.
در مارس ۲۰۲۳ او در مسابقات قهرمانی اروپا در تالین، استونی نقره گرفت. این باعث شد تا تیراندازی بریتانیا سهمیه بازی‌های المپیک ۲۰۲۴ پاریس را کسب کند.
در ماه مه ۲۰۲۳ او در مسابقات تفنگ سه وضعیت ۵۰ متر در جام جهانی در باکو موفق به کسب مدال طلا شد و یک رکورد جهانی را به نام خود ثبت کرد. او در ماه ژوئن در سومین دوره بازی‌های اروپایی در لهستان مدال برنز را در مسابقات سه وضعیت کسب کرد. امتیاز ۵۹۱ او یک رکورد جدید بریتانیا بود.
در جام جهانی ۲۰۲۴ در قاهره، مک‌اینتاش در ماده تفنگ بادی ۱۰ متر تیمی میکس با هم تیمی خود ، دین بیل، مدال طلا گرفت و در آخرین شلیک خود امتیاز ۱۰٫۹ را به دست آورد. در تفنگ سه وضعیت ۵۰ متر، او در سه مسابقه از چهار مسابقه جام جهانی (قاهره، باکو و مونیخ) طلا گرفت و در اولین رویداد باکو در رده چهارم قرار گرفت.